# Theodor Reismann-Grone

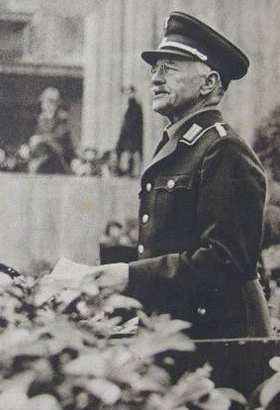
Theodor Reismann-Grone

Theodor Alexander Reismann-Grone (* 30. September 1863 in Meppen; † 29. März 1949 in Essen) war ein deutscher Journalist und Herausgeber sowie Besitzer der Rheinisch-Westfälischen Zeitung und der Berliner Zeitung Die Post. Von 1933 bis 1937 war er als NSDAP-Politiker Oberbürgermeister der Stadt Essen.

## Leben
Theodor Reismann lernte seinen Vater, den Gründer der Meppener Eisenhütte, nie kennen, da dieser wenige Tage vor der Geburt seines Sohnes starb. Zehn Jahre später heiratete die Mutter ein zweites Mal, wiederum einen Unternehmer, nämlich Josef Deiters von der Stärkefabrik Crespel & Deiters auf Gut Grone in Ibbenbüren.
Nach dem Besuch des Gymnasiums in Meppen und Osnabrück studierte Reismann-Grone ab 1883 Geschichte und Staatswissenschaften an der Friedrich-Wilhelms-Universität in Berlin und der Ludwig-Maximilians-Universität München sowie in London und Paris. Seine Dissertation betreute Gustav Droysen (1838–1908), der von Berlin nach Halle/Saale berufen wurde, wo Reismann-Grone 1889 zum Dr. phil. promoviert wurde. Während seines Studiums wurde Reismann-Grone 1884 Mitglied der Landsmannschaft Teutonia München. Nach dem Studium begann er seine journalistische Karriere bei den Wochenzeitungen „Staaten-Korrespondenz“ und „Die Industrie“, für die er vor allem wirtschafts-, kolonial- und sozialpolitische Artikel verfasste. Seit dem Beginn der 1890er Jahre war er für das „Zentrale Pressebüro“ in Düsseldorf tätig, eine Organisation der rheinisch-westfälischen Schwerindustrie. Nach einem beruflichen Intermezzo als Geschäftsführer des Bergbauvereins übernahm er 1895 den Posten des Chefredakteurs bei der „Rheinisch-Westfälischen Zeitung“ in Essen. Jakob Funke, der Gründer der Funke Mediengruppe erlernte sein Handwerkszeug im Reismann-Grone-Verlag.
Reismann-Grone war einer der Mitbegründer des 1891 gegründeten radikalnationalistischen und antisemitischen Alldeutschen Verbandes, in dessen Hauptleitung er über viele Jahre tätig war. Als Fachmann für die Niederlande und Flandern gründete er einen „Flamenausschuss“. Für ihn waren die Flamen Teil des deutschen Volkes. Um die Flamen in Belgien gegen die Vorherrschaft der französischen Kultur zu unterstützen, rief er die in Brüssel erscheinende Zeitung Germania ins Leben und finanzierte sie zwischen 1898 und 1905. In seiner „Rheinisch-Westfälischen Zeitung“ veröffentlichte er immer wieder Artikel über Flandern und flämische Kultur. Während des Ersten Weltkriegs versuchte er auf die Flamenpolitik des Deutschen Reichs Einfluss zu nehmen.
Seit der Jahrhundertwende kam es zwischen ihm und dem radikalen protestantischen Flügel des Verbandes, der von dem Münchner Verleger Julius F. Lehmann angeführt wurde, zu schweren Auseinandersetzungen, da sich Reismann-Grone weigerte, aus der katholischen Kirche auszutreten. Lehmann beschuldigte ihn deswegen, ein „Vertreter Roms“ und somit auch „national unzuverlässig“ zu sein. Durch diesen Konflikt stand die Gesamtorganisation 1903 vor einer Zerreißprobe. Schließlich trat Reismann-Grone während des Ersten Weltkrieges aus dem Alldeutschen Verband aus, da er die auf einen Erhalt von Österreich-Ungarn ausgerichtete Politik des Vorsitzenden Heinrich Claß nicht weiter mittragen wollte.
Er war Mitglied der Deutschen Kolonialgesellschaft.
Schon in den 1920er-Jahren war Reismann-Grone ein begeisterter Anhänger Hitlers, mit dem er im Briefkontakt stand. Er nutzte seine zahlreichen geschäftlichen Kontakte im Ruhrgebiet, um diesen bei der Suche nach industriellen Förderern zu unterstützen. Offiziell trat er zum 1. Januar 1930 der NSDAP bei (Mitgliedsnummer 184.835). Der Historiker Stefan Frech vermutet aber, da er der „Ortsgruppe Braunes Haus“ für besonders verdiente Unterstützer beitrat, dass das Eintrittsdatum nachträglich rückdatiert wurde, um diesen Persönlichkeiten mehr Prestige zu verschaffen. Mehrere Indizien weisen auf einen Beitritt 1932 hin.
Nach der Beurlaubung von Heinrich Maria Martin Schäfer wurde er am 5. April 1933 als kommissarischer Oberbürgermeister von Essen ernannt. Da er allerdings die Altersgrenze bereits überschritten hatte, erfolgte die formelle Ernennung erst nach dem Inkrafttreten eines Sondergesetzes am 4. Juli am 13. Juli 1933. Reismann-Grone trat am 30. April 1937 wegen einer Steuerhinterziehungsaffäre von diesem Amt zurück. Sein Nachfolger wurde Just Dillgardt.
Von 1936 bis 1938/9 hat Reismann-Grone mutmaßlich auch die deutsch-flämische Kulturzeitschrift De Vlag finanziert, die unregelmäßig zwischen November 1936 und Dezember 1938 erschien und ein Organ der radikal-nationalsozialistischen Deutsch-Flämischen Arbeitsgemeinschaft war.
Nach dem Rücktritt ging Reismann-Grone zunehmend auf Distanz zum nationalsozialistischen Regime, weil er im Dritten Reich die Rolle der Alldeutschen und Alt-Völkischen nicht ausreichend gewürdigt sah.
Auf Initiative von Reismann-Grone entstand das Stahlbuch der Stadt Essen, das Gästebuch der Stadt zum Eintrag von Persönlichkeiten während ihres Stadtbesuchs. Das Stahlbuch wird verändert noch heute genutzt.
Zeitweise verfasste er Literatur unter dem Pseudonym „Dierck Seeberg“.

## Werke (Auswahl)
- Die Arbeits-Einstellung auf den Kohlengruben Durhams im Jahre 1892. Essen 1892.
- Die Kohlenkartelle und die Eisenindustrie. Essen 1892.
- Die deutschen Reichshäfen und das Zollbündnis mit den Niederlanden. München 1899.
- Die slawische Gefahr in der Ostmark. München 1899.
- Überseepolitik oder Festlandspolitik? München 1905.
- Der Erdenkrieg und die Alldeutschen. Mülheim 1919.
- Festschrift Theodor Reismann-Grone. Zum 30jährigen Verlegerjubiläum. Essen 1925.

## Einzelbelege
1. ↑  Berthold Ohm und Alfred Philipp (Hrsg.): Anschriftenverzeichnis der Alten Herren der Deutschen Landsmannschaft. Teil 1. Hamburg 1932, S. 509.
2. ↑  Michael Weeke: Verlagsmanager Jakob Funke war der Architekt des Erfolgs. 23. März 2018, abgerufen am 14. Januar 2020 (deutsch).
3. 1 2  Winfried Dolderer: Deutsch-flämische Beziehungen 1890-1940. In: Ernst Leonardy, Hubert Roland (Hrsg.): Deutsch-belgische Beziehungen im kulturellen und literarischen Bereich 1890-1940. Les relations culturelles et littéraires belgo-allemandes 1890-1940. Peter Lang, Frankfurt/M. u. a. 1999, ISBN 3-631-34294-2, (=Studien und Dokumente zur Geschichte der Romanischen Literaturen. Bd. 36) S. 45.
4. ↑  
Stefan Frech: Wegbereiter Hitlers? Theodor Reismann-Grone. Biographie eines völkischen Nationalisten (1863–1949). Schöningh, Paderborn/ München/ Wien/ Zürich 2009, ISBN 978-3-506-76365-5, S. 110.
5. ↑  Bundesarchiv R 9361-IX KARTEI/34360704
6. ↑  
Stefan Frech: Wegbereiter Hitlers? Theodor Reismann-Grone. Biographie eines völkischen Nationalisten (1863–1949). Schöningh, Paderborn/ München/ Wien/ Zürich 2009, ISBN 978-3-506-76365-5, S. 314.
7. ↑  Frieda Meire: DeVlag vóór mei 1940. In: The Journal of Belgian History. 13. 1982. S. 419–466. als pdf
8. ↑  
Stefan Frech: Wegbereiter Hitlers? Theodor Reismann-Grone. Biographie eines völkischen Nationalisten (1863–1949). Schöningh, Paderborn/ München/ Wien/ Zürich 2009, ISBN 978-3-506-76365-5, S. 406.

| Personendaten    | Personendaten                               |
| ---------------- | ------------------------------------------- |
| NAME             | Reismann-Grone, Theodor                     |
| ALTERNATIVNAMEN  | Reismann-Grone, Theodor Alexander           |
| KURZBESCHREIBUNG | deutscher Verleger, Bürgermeister von Essen |
| GEBURTSDATUM     | 30. September 1863                          |
| GEBURTSORT       | Meppen                                      |
| STERBEDATUM      | 29. März 1949                               |
| STERBEORT        | Essen                                       |